# 高擶站
高擶站（日语：／ Takatama eki */?）位于山形县天童市大字长冈，是东日本旅客铁道（JR東日本）管辖的鐵路車站。本区间奥羽本线爱称为山形线。

## 历史
- 1952年3月5日 - 车站投入运营[3]。
- 1987年4月1日 - 国铁分割民营化后成为JR东日本车站。
- 1999年 - 现存站房建成。

## 车站结构

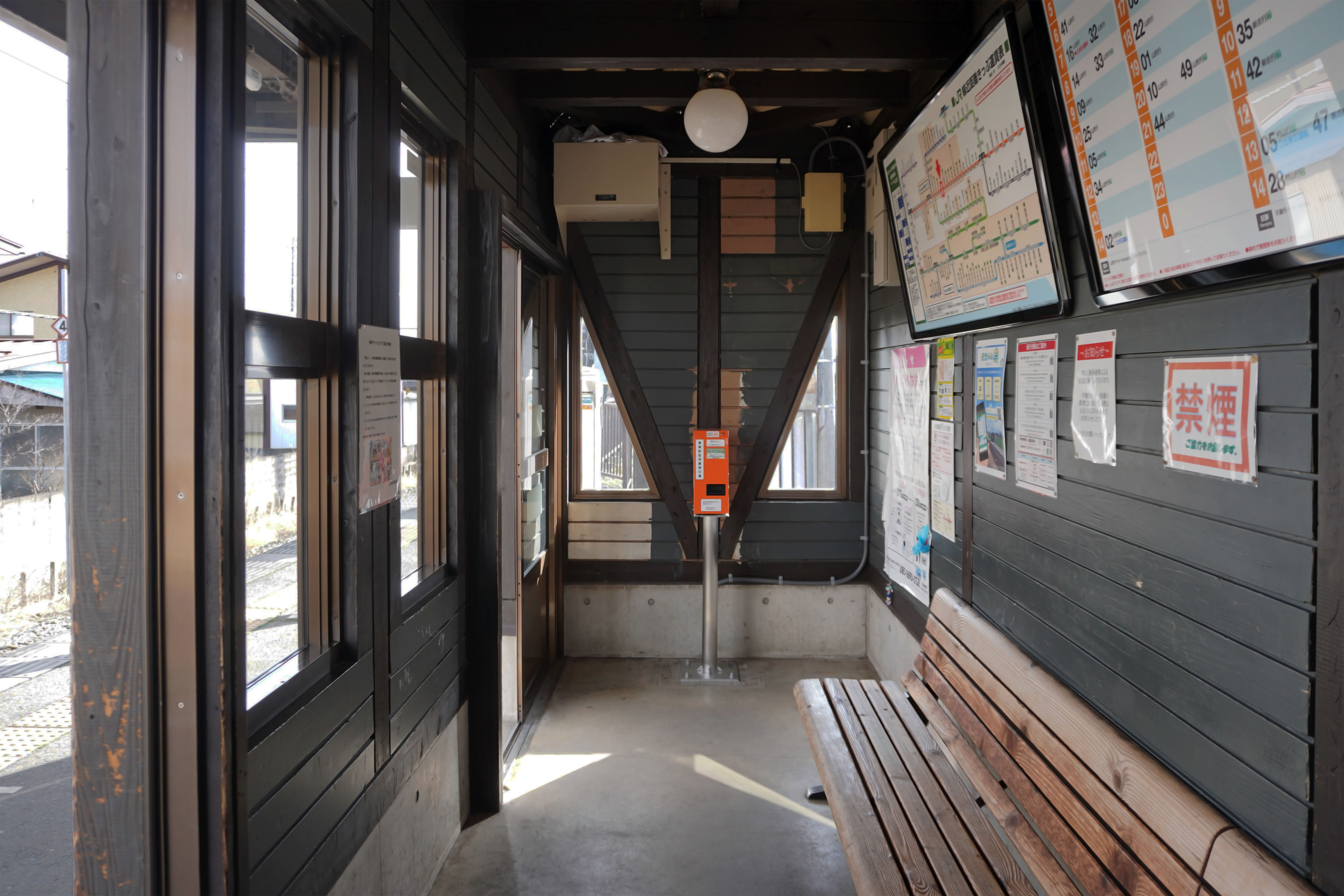
候車室内(2024年3月)

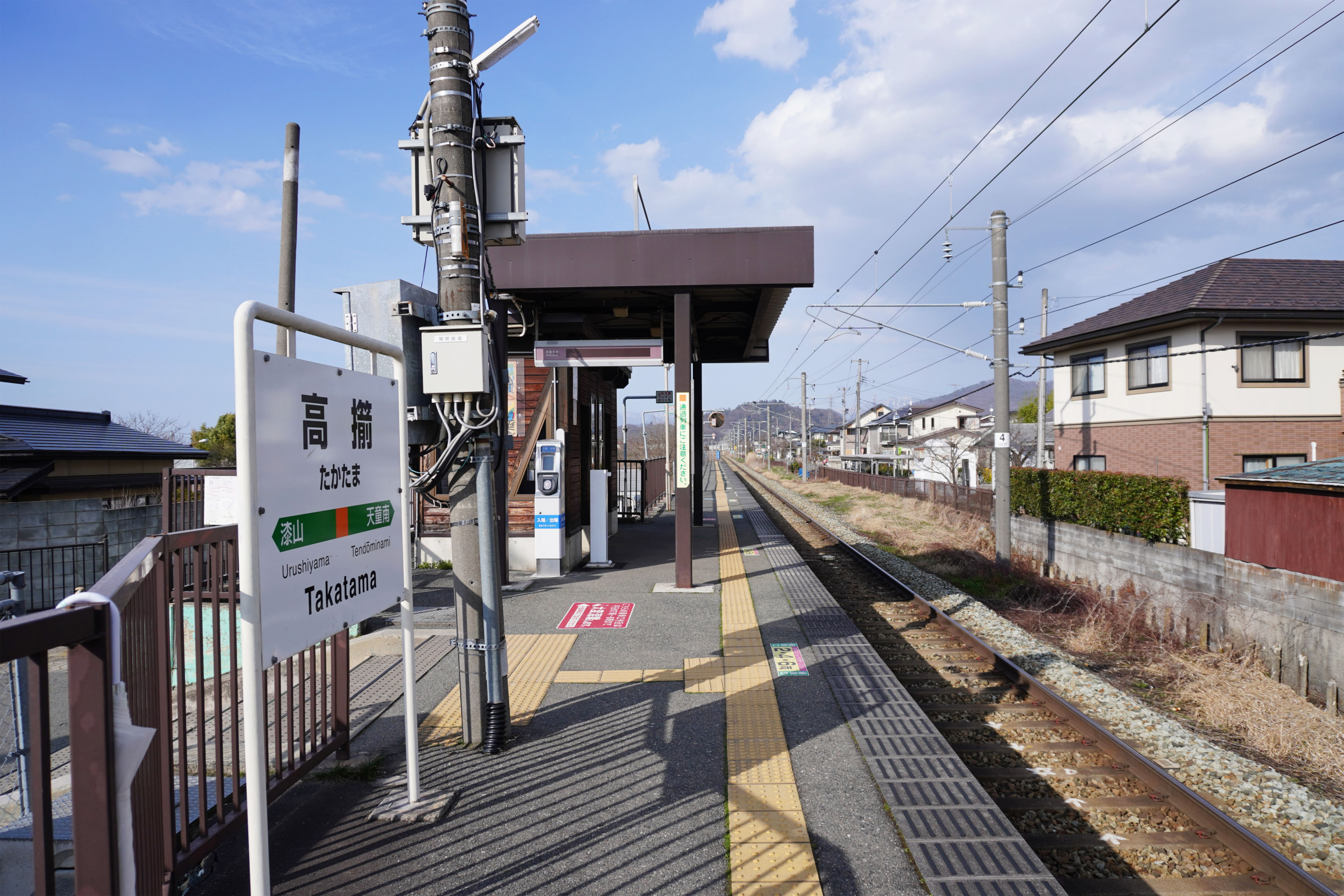
月台(2024年3月)

侧式站台1台1线的地面车站。站台上设有简易候车屋。
山形站管理的无人站。

## 相邻车站
東日本旅客铁道（JR東日本）
■奥羽本线
■普通
漆山－高擶－天童南